# Adaeulum
Genre
Adaeulum est un genre d'opilions laniatores de la famille des Triaenonychidae.

## Distribution
Les espèces de ce genre sont endémiques d'Afrique du Sud.

## Liste des espèces
Selon World Catalogue of Opiliones (21/05/2021) :
- Adaeulum areolatum (Pocock, 1903)
- Adaeulum bicolor Lawrence, 1931
- Adaeulum brevidentatum Lawrence, 1934
- Adaeulum coronatum Kauri, 1961
- Adaeulum godfreyi Lawrence, 1931
- Adaeulum humifer Lawrence, 1963
- Adaeulum monticola Lawrence, 1939
- Adaeulum moruliferum Lawrence, 1938
- Adaeulum robustum Lawrence, 1937
- Adaeulum supervidens Lawrence, 1933
- Adaeulum warreni Lawrence, 1933

## Publication originale
- Roewer, 1915 : « Die Familie der Triaenonychidae der Opiliones - Laniatores. » Archiv für Naturgeschichte, sér. A, vol. 80, no 12, p. 61–168 (texte intégral).